# Messe Karlsruhe
Die Messe Karlsruhe ist ein Messegelände in Rheinstetten-Forchheim bei Karlsruhe zur Ausrichtung nationaler und internationaler Fach- und Publikumsmessen und großer Veranstaltungen. Die neue Messe wurde 2003 auf dem Gelände eines ehemaligen Flugplatzes etwa sieben Kilometer südwestlich des Karlsruher Stadtzentrums eröffnet.
Die Messe wird von der städtischen Karlsruher Messe- und Kongress GmbH (Messe Karlsruhe) betrieben, die auch das Kongresszentrum Karlsruhe in der Karlsruher Innenstadt und die Europahalle Karlsruhe unterhält.
Zu den hier abgehaltenen Veranstaltungen gehören sowohl Fach- als auch Publikumsmessen. Die Messe Karlsruhe veranstaltet die Fachmessen Nufam, Learntec, REHAB, RecyclingAktiv, TiefbauLive, Ärzte-Seminare Karlsruhe, Platformers' Days, SBM Summit und die IT-Trans. Zu den Publikumsmessen gehören die RendezVino, Tierisch gut, Karlsruher Hochzeits- und Festtage, New Housing, die Kunstmesse Art Karlsruhe, sowie die Regionalmesse Offerta.
Von 2011 bis 2022 fand jährlich die Jalsa Salana Deutschland der Ahmadiyya Muslim Jamaat mit über 40.000 Besuchern in der Messe Karlsruhe statt. 2004 und 2010 waren hier Kongresse der Willow Creek Community Church, 2016 das Christival und 2022 fand die 11. Vollversammlung des Ökumenischen Rates der Kirchen statt.

## Ausstattung
Das Messegelände verfügt über vier stützenfreie Messehallen à 12.500 m², darunter mit der dm-arena eine multifunktionale Halle für bis zu 11.200 Besucher. Die Größe der Hallen beträgt 162,50 m × 74,50 m. Die Hallenhöhe ist 17,80 m (dm-arena: 22,00 m). Die Hallenfläche beträgt insgesamt 52.000 m², die Ausstellungsfläche im Freigelände 62.000 m².
Am Haupteingang befinden sich Besucherempfang und -registrierung, Pressecenter, Servicecenter und Messe-Konferenz-Center für bis zu 2.000 Personen, Messeshop und Gastronomie. Es ist ein multimediales Besucherinformationssystem vorhanden.
Die Messe Karlsruhe verfügt über mehrere Messehallen mit einer Gesamtfrei- und Hallen Fläche von rund 165.000 Quadratmetern. Die Hallen können so eingerichtet werden, dass sie für Veranstaltungen unterschiedlicher Größe genutzt werden können, von kleinen Ausstellungen bis hin zu groß angelegten Kongressen und Messen. Darüber hinaus gibt es eine Reihe von Tagungsräumen und Konferenzflächen, die für Seminare, Workshops und andere Veranstaltungen genutzt werden können.